# Miss Universo 1966
Miss Universo 1966 fue la 15.ª edición del certamen Miss Universo, y fue ganado por Margareta  Arvidsson de Suecia. Se realizó en el Miami Beach Auditorium, Miami Beach, Florida, Estados Unidos el 16 de julio de 1966.

## Resultados
| Resultado Final    | Finalistas |
| ------------------ | --- |
| Miss Universo 1966 | - Suecia - Margareta Arvidsson |
| 1.ª Finalista      | - Finlandia - Satu Östring |
| 2.ª Finalista      | - Tailandia - Cheranand Savetanand |
| 3.ª Finalista      | - India - Yasmin Daji |
| 4.ª Finalista      | - Israel - Aviva Israeli |
| Top 10             | - Alemania - Marion Heinrich - Colombia - Edna Rudd - Dinamarca - Gitte Fleinert - España - Paquita Torres - Estados Unidos - Maria Remenyi |
| Top 15             | - Filipinas - Clarinda Soriano - Holanda - Marge Domen - Inglaterra - Janice Whiteman - Noruega - Siri Nilsson - Perú - Madeline Hartog-Bel |

## Premiaciones Especiales
| Premio               | Participante                                            |
| -------------------- | ------------------------------------------------------- |
| Miss Simpatía        | - Curazao - Elizabeth Sánchez - España - Paquita Torres |
| Miss Fotogénica      | - Suecia - Margareta Arvidsson                          |
| Mejor Traje Nacional | - Israel - Aviva Israeli                                |

## Panel de Jueces
| - Sigmar Bernadotte - Anthony Delano - Felipe Hilsman | - Dong Kingman - Suki Nemanhaman - Earl Wilson - Armi Kuusela, Miss Universo 1952 de Finlandia |

## Candidatas
| - Alemania - Marion Heinrich - Argentina - Elba Beatriz Basso - Aruba - Sandra Fang - Austria - Renate Polacek - Bahamas - Sandra Zoe Jarrett - Bélgica - Mireille De Man - Bermudas - Marie Clarissa Trott - Bolivia - María Elena Borda - Brasil - Ana Cristina Ridzi - Canadá - Marjorie Anne Schofield - Chile - Stella del Rosario Dunnage Roberts - Colombia - Edna Margarita Rudd Lucena - Corea del Sur - Yoon Gui-Young - Costa Rica - María Virginia Oreamuno Aguilar - Cuba Libre - Lesbia Murrieta Martí - Curazao - Elizabeth Sánchez - Dinamarca - Gitte Fleinert - Ecuador - Martha Cecilia Andrade Alominia - Escocia - Linda Ann Lees - España - Paquita Torres Perez - Estados Unidos - Maria Judith Remenyi - Filipinas - Maria Clarinda Garces Soriano - Finlandia - Satu Charlotta Ostring - Francia - Michèle Boulé - Gales - Christine Heller - Grecia - Katia Balafouta - Guam - Barbara Jean Pérez - Guyana - Umblita Van Sluytman - Holanda - Margo Isabelle Domen | - India - Yasmin Daji - Inglaterra - Janice Carol Whiteman - Irlanda - Gladys Anne Waller - Islandia - Erla Traustadóttir - Israel - Aviva Israeli - Italia - Paola Bossalino - Jamaica - Beverly Savory - Japón - Atsumi Ikeno - Líbano - Yolla George Harb - Luxemburgo - Gigi Antinori - Malasia - Helen Lee Siew Lien - Marruecos - Joelle Lesage - Noruega - Siri Gro Nilsen - Nueva Zelanda - Heather Gettings - Panamá - Dionisia Broce Arosemena - Paraguay - Mirtha Martínez Sarubbi - Perú - Madeline Hartog-Bel Houghton - Prefectura de Okinawa Yoneko Kiyan - Puerto Rico - Carol Bajandas Rivera - Singapur - Margaret Van Meel - Sri Lanka - Lorraine Roosmalecocq - Sudáfrica - Lynn Carol De Jager - Suecia - Margareta Ingrid Arvidsson - Suiza - Hedy Frick - Surinam - Joyce Magda Leysner - Tailandia - Jeeranun Savettanun - Trinidad y Tobago - Kathleen Hares - Turquía - Nilgün Arslaner - Venezuela - Magally Beatriz Castro Egui |